# Wrestling New Classic
レスリング・ニュー・クラシックは、かつて存在した日本のプロレス団体。略称はWNC（ダブリュー・エヌ・シー）。

## 団体名の由来
2012年2月19日、SMASHTOKYO DOME CITY HALL大会「SMASH.25」に参戦していたデイブ・フィンレーが発言した「Keep Wrestling Classic」が由来。

## 歴史

### 2012年
- 4月5日、SMASHを退団したTAJIRIらが設立[2][3]。運営会社の代表は不動産業を営むアヴァンセアヴァン代表取締役社長の高島務が就任[2]。
- 4月26日、新宿FACEでプレ旗揚げ戦を開催（観衆600人）。
- 5月24日、後楽園ホールで旗揚げ戦を開催（観衆1,700人）。高橋星人がデビュー。
- 5月26日、初の大阪大会を大阪ミナミ ムーブ・オン アリーナで開催（観衆272人）。
- 5月27日、初の広島大会を広島県立広島産業会館西館第1展示場で開催（観衆400人）。
- 6月17日、新木場1stRINGにて「ぷちカナプロ」を開催（観衆190人）。
- 6月24日、山梨県の石和温泉ホテル石庭 伯凰の間大会を開催（観衆400人）。
- 7月15日、旗揚げ以来2度目の後楽園ホール大会（観衆1,600人）。篠瀬三十七がデビュー。
- 7月31日、留学生としてエル・イホ・デル・パンテーラが来日。
- 8月3日、西日本ツアー初戦を大阪の世界館で開催。
- 8月6日、初の福岡大会を博多スターレーンで開催。
- 8月7日、初の鹿児島大会をオロシティーホールで開催。
- 9月16日、足立区立伊興小学校で「校庭のヒーロー!!〜伊興小学校編〜」を開催（同校ではSMASH時代にも「はじめてのプロレス」を開催）。
- 8月30日、東名阪ツアー初戦として3度目の後楽園ホール大会（観衆1,600人）。野崎渚が復帰。
- 9月1日、初の愛知大会を豊橋市の名豊ビルコミュニティホールで開催。
- 9月17日、初の名古屋大会を中スポーツセンターで開催。
- 9月20日、4度目の後楽園ホール大会を開催（観衆1,300人）。丸藤正道が初参戦。オフィシャルサポーターズクラブ入会受付開始。
- 9月22日、WNCとしては最後となる大阪ミナミ ムーブ・オン アリーナ大会開催（観衆200人）。
- 10月2日、エナジードリンク「マッドクロック」を販売しているMAD-CROC JAPANと業務提携を結んだことを発表[4]。
- 10月8日、LLPW-XOSC湘南シティ大会で提供試合を行った。
- 10月26日、5度目の後楽園ホール大会を開催（観衆1,200人）。WNC初代王座決定トーナメント及び第1回「デーブ・フィンレー杯」を開催。洞口義浩がデビュー。
- 11月9日、新宿FACEで「まこかなプロ」を開催（観衆326人）。
- 11月13日と15日、男子部の選手が韓国プロレスリング連盟に遠征。
- 11月24日、ザ・ビッグガンズによるプロデュース興行で初のナスキーホール梅田大会を開催（観衆340人）。
- 11月26日、2度目の福岡大会を西鉄ホールで開催（観衆340人）。
- 11月28日、6度目の後楽園ホール大会を開催（観衆1,100人）。
- 11月30日、WNC女子王座決定トーナメント準決勝で敗退した華名が退団（11月28日に表明）。後に華名デザインのロゴやHP等が変更。
- 12月18日、本社を六本木に移転。
- 12月27日、7度目の後楽園ホール大会を開催（観衆1,300人）。WNC初代王座決定。曙太郎が初参戦。

### 2013年
- 1月1日、運営が株式会社WNCに引き継がれて代表には食品メーカーの株式会社淳子代表取締役社長の別府淳子が就任[5]。
- 1月4日、板橋グリーンホールにて若手選手による興行「WNC FUTURE」を開催（観衆203人）。
- 1月25日、2013年最初の本興行を新宿FACEで開催（観衆550人）。村瀬広樹がプロテスト直後の第1試合で異例のデビュー。石川晋也がSYNAPSEに加入。
- 1月31日、大原はじめが退団。
- 2月8日、朱里のプロデュース興行「STIMUlUS」を新宿FACEで開催（観衆350人）。
- 2月15日、「WNC WEB SHOP」がオープン[6]。
- 2月16日、「WNC FUTURE」第2弾を北千住のシアター1010ミニシアターで開催[7]（観衆105人[8]）。
- 3月2日、初の横浜大会をラジアントホールで開催[9]（観衆250人[10]）。2012年に引退した元大日本の山川竜司が特別レフェリーとして参加。ヤンキー・ライオンがデビュー。
- 3月10日、大月大会を大月市民総合体育館で開催[11]（観衆250人[12]）。
- 3月31日、新宿FACEで初の昼夜興行を開催[13]（観衆昼320人[14]、夜450人）。昼の部で西村修、ダイヤモンド・リング勢が初参戦。夜の部でタイトルマッチが行われた。
- 4月9日、ネットラジオ「WNC weekly Podcast」配信開始[15]。
- 4月13日、「Big Muscle Classic 2 ボディガー復帰感謝祭withWNC」を阿倍野区民センターで開催（観衆635人[16]）。メインイベントでThe Bodyguardがイワン・マルコフに勝利して日本人初のロシアヘビー級王座を獲得。
- 4月25日、旗揚げ1周年記念として4ヶ月ぶり8度目の後楽園ホール大会を開催[17]（観衆1,300人[18]）。西村修がWNC王座を奪取。WNC女子タイトルマッチは王者真琴含むWNC女子の3選手とJWP女子プロレスの3選手、それにイギリスから来日したEVE王者のニッキー・ストームを加えた初の7WAYとして行われ、リン・バイロンが奪取。
- 4月26日、小山大会を小山市立文化センターで開催（観衆150人[19]）。吉田和則&木村浩一郎が初参戦。
- 5月11日、「WNC FUTURE」第3弾を北千住のシアター1010ミニシアターで開催[20]（観衆103人[21]）。
- 5月18日、初の八王子大会を八王子市民体育館で開催[22]（観衆620人[23]）。地元出身の高橋広夢が初参戦。
- 5月24日、新宿FACE大会を開催（観衆460人[24]）。メインではスターバックがシナプスに加わり6人タッグ。セミでは土肥孝司が田中将斗と一騎討ち[25]。元レスリング世界王者成国晶子によるエキシビションも組まれ[26]、WNCでのプロレス本格復帰を表明。
- 5月25日、大阪大会をアゼリア大正で開催（観衆330人[27]）。
- 5月26日、名古屋大会を中スポーツセンターで開催[28]（観衆220人[29]）。齋藤彰俊、青柳政司、エル・サムライがメインに参戦。「キトタクの恩返し」と題した愛知のレスラーによる提供試合が組まれる[30]。
- 6月2日、「はじめてのプロレスinこだいら」を小平第六小学校校庭で開催[31]。
- 6月10日、初の青森大会を青森はまなす会館で開催[32]（観衆430人[33]）。プロレスリングWAVEより試合提供。
- 6月16日、初の岐阜大会を岐阜商工会議所大ホールで開催（観衆300人[34]）。
- 6月27日、新宿FACE大会を開催（観衆550人[35]）。マイケル・コバックがWNC初参戦でシナプスと合体。矢郷良明が西村修討伐宣言[36]。真琴がレディー・フェイスに変身。
- 6月28日、初の埼玉大会を春日部ふれあいキューブで開催[37]（観衆230人[38]）。初の女子生え抜き選手となる小林香萌がデビューしてセミでリン・バイロンとシングル。
- 7月7日、初の三重大会をオーストラリア記念館にて開催（観衆210人）[39]。メインでTAJIRIが地元出身でI.W.A.JAPAN時代の先輩に当たる金村キンタローと組み、AKIRA & 西村修組とハードコアマッチで対戦して西村にとって初のハードコアとなったが、TAJIRIがAKIRAから勝利。
- 7月25日、新宿FACE大会を開催[40]（観衆470人[41]）。メインはWNC王座戦リン vs セリーナのWNC女子王座戦、セミは児玉 vs 土肥のシングルとなり、TAJIRIがWNCで初めてメイン・セミから外れる。リンは王座防衛を果たすが、負傷のため欠場に入り後日王座返上。シングルで勝利した児玉はシナプス入りを表明。矢郷良明が西村修とシングル（西村の勝利）。リングアナウンサー志望の比嘉セリーナがトライアウトを受験。
- 8月3日、2度目の横浜大会を開催[42]（観衆230人[43]）。第4代WNC女子王者決定リーグ戦開幕。児玉ユースケがリングネームを本名である児玉裕輔に改名。比嘉セリーナがリングアナウンサーデビュー。
- 8月7日、九州ツアー初戦として福岡大会をさざんぴあ博多で開催[44]（観衆180人[45]）。
- 8月8日、熊本大会を熊本市流通情報会館で開催（観衆300人[46]）。地元凱旋となったTAJIRIが西村修を破りWNC王座戴冠を果たす。TAKAみちのくが初参戦でグラン浜田と組み、篠瀬三十七&村瀬広樹組に勝利。
- 8月10日、九州ツアー最終戦となる鹿児島大会をオロシティホールで開催（観衆250人[47]）。セリーナがWNC女子王座獲得。
- 8月29日、新宿FACE大会を開催[48]（観衆430人[49]）。TAJIRI&金村キンタロー組 vs AKIRA&西村修組の三重の再戦となる観客持ち込みアイテム使用ハードコアマッチが組まれて返り討ちにする。前座で真霜拳號&稲松三郎組も参戦して土肥孝司&高橋匡哉組に勝利。
- 9月1日、渋谷の道玄坂カフェにてアニメソングとのコラボレーション興行「アニソンプロレス」のプレ実験旗揚げ戦を開催[50]。
- 9月8日、八王子市富士森公園陸上競技場で開かれるちびリンピック2013に参戦[51]。
- 9月14日、YO-HEYの凱旋興行を兵庫県養父市の、つるぎが丘公園八鹿総合体育館で開催[52]（観衆650人[53]）。YO-HEYはメインでTAJIRIと組み、AKIRA&児玉裕輔組に勝利。
- 9月18日、新宿FACE大会を開催（観衆410人[54]）。メインはAKIRAとTAKAみちのくによる次期WNC王座挑戦者決定戦で、勝利したTAKAが10月31日後楽園大会での挑戦権を獲得。セミでは朱里がセリーナからWNC女子王座を奪回。
- 9月23日、広島県立産業会館西展示場で、ご当地ヒーロー「安芸戦士メープルカイザー」とのコラボレーションによるチャリティー興行を開催[55]（観衆180人[56]）。
- 9月29日、初の川崎大会をラゾーナ川崎プラザソルで開催[57]（観衆220人[58]）。セミで夜に開かれるワールド女子プロレス・ディアナの井上京子がAKIRAとタッグを組み、TAJIRI&小林とミックスタッグで対戦[59]。メインは真琴 vs 中島安里紗のシングルだったが、中島が肩を脱臼して無効試合になった。急遽団体初のバトルロイヤルを行い、真琴が優勝。朱里は腰痛のため欠場を発表したところで堀田祐美子に襲撃される[60]。
- 10月5日、アニソンプロレスのプレ旗揚げ戦を開催[61]。
- 10月14日、REINA女子プロレスとのコラボレーション興行「WNC×REINA」をラジアントホールで開催[62]（観衆135人[63]）。メインでは朱里がセウシスとタッグを組み、堀田祐美子&青野敬子の堀田暴走軍と対戦するが、暴走軍は唯我&星ハム子も介入して、さらにレフェリーにも暴行を加え反則負け。試合後、堀田のWNC女子、REINA王座挑戦が決まった。洞口義浩はリングネームをホライゾンに改名。
- 10月31日、半年振りに9度目の後楽園ホール大会を開催[64]（観衆1,380人[65]）。TAKAみちのくがTAJIRIの持つWNC王座、堀田祐美子は朱里が持つWNC女子、REINA王座に、それぞれ挑戦。いずれも防衛となる。SMASH時代より練習生と並行してレフェリー活動してきた日向小陽がレスラーデビューし[66]、小林香萌に勝利。欠場していたリン・バイロンがエキシビションマッチを行った。
- 11月2日昼、城西大学高麗祭にて提供試合を行った[67]。夜は八王子大会[68]。
- 11月18日、REINA女子プロレスと業務提携を結んでREINA女子プロレスは団体名がWNC-REINAとなり、株式会社WNCの共催としてWNC-REINAを運営していく[69][70][69]。WNC女子選手は「WNC-REINA」所属となり、REINAは事実上WNC女子部として活動する[71]。TAJIRIをプロデューサーに迎えて両団体は事実上の統合。以降は事実上のWNC女子部としての展開となる。
- 11月21日、新木場1stRINGで若手選手による興行「WNC advance」を開催[72]（観衆110人[73]）。第2回デーブ・フィンレー杯1回戦を開く。
- 11月29日、新宿FACE大会でWNC王座とWNC女子王座のダブルタイトルマッチとデーブ・フィンレー杯2回戦を開催[74]（観衆500人[75]）。メインではWNC王者TAJIRIがエル・イホ・デル・パンテーラ、セミではWNC女子王者朱里がリン・バイロン、それぞれ破り防衛。紫雷美央&大畠美咲が「不良転校生」として私立プロレス学園に加わり真琴&松本都を降す。村瀬広樹が退団表明。
- 12月6日、大阪大会をアゼリア大正で開催（観衆220人[76]）。TAJIRIがThe Bodyguardをクルスフィックスで退け、WNC王座を防衛。セミでは金村キンタローがゼウス相手にWEWヘビー級王座を時間切れ引き分け防衛。
- 12月21日、岐阜大会を岐阜商工会議所で開催（観衆150人[77]）。
- 12月23日、北千住のシアター1010ミニシアターで昼夜興行を開催（観衆：昼の部80人[78]、夜の部95人[79]）。夜の部メインでWNC vs K-DOJO　5vs5イリミネーションが決行され、土肥孝司がタンク永井をダイビングギロチンドロップで沈めWNC軍の勝利。
- 12月28日、三重大会を三重総合文化センターで開催[80]（観衆180人[81]）。

### 2014年
- 1月4日、横浜大会をラジアントホールで開催[72]（観衆250人[82]）。当日昼開催のアイスリボンより志田光がWNC本興行初参戦で朱里と組んで真琴&日向小陽と対戦、朱里が日向からハイキックで勝利。第2回デーブ・フィンレー杯決勝も行われ、ヒロ・トウナイが優勝。第3試合の3WAYはYO-HEY欠場のため、木藤拓也 vs リン・バイロン vs 紫雷美央となり、美央は第2試合で小林香萌に勝利してからの連続出場（アイス含め1日3試合）となったが、リンが木藤をムーンプレスで降し勝利。
- 1月9日、所属女子選手（リン・バイロン除く）がWNC-REINA所属になる[71]。
- 1月11日、篠瀬三十七のプロデュース興行「三十七興行〜感謝〜」をシアター1010で開催[83]（観衆116人[84]）。篠瀬はメインで村瀬広樹と組み、AKIRA&児玉裕輔組と対戦するが、村瀬がムササビプレスからの片エビ固めで敗れる。村瀬がこれがWNCラストマッチとなった。
- 1月25日、WNC-REINAのフィリピン興行に参加[85]。フィリピンにルーツを持つ朱里がメインでミア・イムを降してWNC女子、REINA世界女子、CMLL-REINAインターナショナル三冠防衛に成功[86]。
- 1月26日、「私立プロレス学園〜学園祭〜」をレッスル武闘館で開催[87]（観衆100人[88]）。プロレスの試合は真琴&松本都 vs 加藤悠&小林香萌のみ（他にエキシビション1試合）組まれ、加藤はこの試合で本格復帰となる（真琴がスピアーからの片エビ固めで加藤に勝利）。日向小陽が1日限定でレフェリー復帰。
- 1月30日、新宿FACE大会を開催[89]（観衆480人[90]）。TAJIRIがKAZMA SAKAMOTOとの元WWE対決を制しWNC王座防衛に成功。セミでは「REINA旗揚げカウントダウンマッチ」4WAYマッチとして朱里 vs リン・バイロン vs ラ・コマンダンテ vs 雫有希が行われ、雫はプレ旗揚げ以来の参戦となった（朱里がラ・コマンダンテをハイキックからの片エビ固めで降す）。土肥孝司は「試練の7番勝負」初戦として金本浩二と対戦（アングルホールドにギブアップ負け）。篠瀬三十七が独立し新事務所を立ち上げると発表（WNCには引き続き参戦予定）[91]。
- 2月9日、川崎大会を開催[92]（観衆150人[93]）。「REINA旗揚げカウントダウンマッチ」として朱里 vs 下田美馬（ジャーマンスープレックスホールドで朱里の勝利）、小林香萌 vs 雫有希（フィッシャーマンバスターからの体固めで雫の勝利）が組まれる。メインでは「土肥孝司試練の七番勝負二戦目」として伊東竜二（大日本プロレス）と対戦（ドラゴンスプラッシュからの片エビ固めで敗れる）。
- 2月27日、新宿FACE大会を開催[94]（観衆420人[95]）。スターバックがTAJIRIのWNC王座に挑戦して奪取に成功してヨーロッパに流出。真琴&バンビ組が木藤拓也&日向小陽組に勝利してWEWハードコアタッグ王座を防衛。吉村はるかがリン・バイロン相手に前代未聞のデビュー戦そしてこれが引退試合（ムーンサルトプレスからの片エビ固めで敗戦）。「土肥孝司試練の七番勝負三戦目」は日高郁人（ZERO1）（ハイキックからの片エビ固めで敗戦）。
- 3月21日、大阪大会をアゼリア大正で開催（観衆310人[96]）。メインではTAJIRI&AKIRAがザ・ビッグガンズ（ゼウス&The Bodyguard）と対戦、ボディガーがAKIRAをダブルチョークスラム→片エビ固めで破る。「土肥孝司試練の七番勝負四戦目」はブラックバファロー（大阪プロレス）（ラリアットからの片エビ固めで敗戦）。
- 3月22日、浅草大会を台東リバーサイドスポーツセンターで開催予定[97]だったが、大会協議会の都合のため延期[98]。
- 3月29日、埼玉大会を南埼玉郡宮代町のコミュニティセンター進修館で開催[99]（観衆183人[100]）。ダンプ松本がWNC初参戦、アレックス・リーと組み、リン・バイロン&小林香萌と対戦して小林からボディプレス→体固めで勝利。真琴&日向小陽 vs 松本都&加藤悠がコスプレタッグマッチとして組まれて都が日向からマンマミーアZ→片エビ固めで勝利。
- 4月6日、川崎大会を開催[101]（観衆205人[102]）。タイガースマスク、成宮真希が初参戦。タイガースはセミでTAJIRIと対戦してバズソーキック→片エビ固めで敗戦。成宮はアイスリボンの先輩真琴と組み、朱里&小林香萌組に真琴のスピアー→片エビ固めで勝利。
- 4月25日、後楽園ホール大会を開催[103]（観衆1,200人[104]）。WNC王者ベルナルド・ヴァンダムが初来日して奪還を目指したTAJIRIにヴァンダムスラム→片エビ固めで勝利して初防衛。WRESTLE-1からも複数名参戦してセミで船木誠勝が新日本時代の同期であるAKIRAをハイブリッドブラスター→体固めで勝利。藤原ライオンはPPWヘビー級タイトルマッチとしてAJイストリアをフジワラアームバーでギブアップさせタイトル奪取。3月に復帰を果たしたKAORUがクレイジー・マリーと組んで初参戦、朱里&木村響子と当たるも、マリーが朱里のラ・マヒストラルに屈する。
- 5月5日、横浜ラジアントホールでアイスリボン、プロレスリングZERO1、プロレスリングFREEDOMSとの4団体合同で「横浜GWプロレス祭り」を開催[105]（観衆220人[106]）。ZERO1とWNCは5日、アイス・FREEDOMSは6日に割り当てられ、4大会はいずれもニコニコプロレスチャンネルにてニコニコ生放送を配信。コメンテーターは鈴木健.txt。ZERO1よりデーモン植田、アイスより成宮真希、優華、あきば栞、そしてFREEDOMSより葛西純、ジ・ウィンガー、神威、杉浦透が参戦して優華&あきば組は真琴&小林香萌の持つREINA世界タッグ王座に挑戦した（王者の初防衛）。
- 6月1日、大館大会を開催[107]（観衆427人[108]）。TAJIRIはザ・グレート・サスケと組み、AKIRA&児玉裕輔と対戦、児玉からバズソーキックで勝利。佐藤光留、大森隆男が初参戦。大森は「土肥孝司試練の七番勝負六戦目」の相手を務め、アックスボンバー→片エビ固めで勝利。
- 6月14日、八王子大会開催[109]（観衆420人[110]）。我龍真吾が初参戦[111]、セミで藤原ライオンをカカト落としで降す。メインではTAJIRI vs ダンプ松本の一騎討ち、ソフト今井レフェリーが阿部四郎ばりの極悪振りを見せTAJIRIを反則負けにする。
- 6月18日、会見で7月1日をもって、TAJIRI、AKIRA、児玉裕輔、藤原ライオン、土肥孝司、黒潮"イケメン"二郎がWRESTLE-1への移籍入団を発表した。6月26日の新宿FACE大会をもって、運営会社である「WNC-REINA」は団体「WNC」を事実上活動停止として女子選手はREINA所属として継続していく[112]。移籍選手に含まれなかった高橋匡哉とホライゾンについては「意思に任せている」という[113]。7月以降、予定されていたWNCの興行は全てREINAの興行となる（大阪大会など一部会場の興行は中止）[114]。会長は「WNCの名前はとっておく」とコメント。
- 6月26日、新宿FACE大会を最後に解散（観衆500人[115]）。メインの6人タッグで児玉裕輔が黒潮"イケメン"二郎に勝利。セミでは朱里が雫有希をハイキックで退けREINA王座5度目の防衛。最後はTAJIRIの呼びかけでリング上で四方を向いての記念撮影で大団円となった。

## ブランド
WNC FUTURE
若手選手による興行。
WNC advance
若手選手による興行。
アニソンプロレス
アニメソングとのコラボレーション興行。

## タイトル
- WNC王座
- WNC女子王座

## 最終所属選手

### 男子選手
- AKIRA
- TAJIRI
- 児玉裕輔（旧：児玉ユースケ）
- 土肥孝司
- 黒潮"イケメン"二郎（旧：黒潮二郎）
- 高橋匡哉（旧：高橋星人）
- ホライゾン（現：洞口義浩）
- 藤原ライオン（旧：ヤンキー・ライオン）

### 女子選手
- 真琴
- 朱里
- リン・バイロン
- 小林香萌
- 日向小陽

## スタッフ

### レフェリー
- ソフト今井[116]
- 玉川勝巳
- ハイステップ仲川（現：仲川翔大）
- チョリソ

### リングアナウンサー
- YULA（フリー）[117]
- 叶サトミ（フリー）
- 比嘉セリーナ（フリー）

### WNCチャンピオンシップ管理委員会コミッショナー
- デイブ・フィンレー（フリー）

## 歴代所属選手

### 男子選手
- 大原はじめ（2013年1月31日退団）
- ジョシュ・オブライエン（2013年1月31日退団）
- 村瀬広樹（2014年1月11日退団）
- 篠瀬三十七（2014年1月30日退団）

### 女子選手
- 華名（2012年11月30日退団）
- 吉村はるか（2014年2月28日デビュー戦で引退）

## フリー、他団体参戦選手

### 男子選手
- 曙
- アズールドラゴン
- アステカ
- アミーゴ鈴木
- 石川晋也
- 稲松三郎
- 石森太二
- 伊東竜二
- 井上雅央
- ウルティモ・ドラゴン
- 大谷将司
- 小川聡志
- 魁
- 葛西純
- 梶トマト
- 影山道雄
- 梶原慧
- 金村キンタロー
- 金本浩二
- 神谷英慶
- 神威
- KIKUZAWA
- 木藤拓也
- 木村浩一郎
- グラン浜田
- 外道
- KENICHI
- 504
- 小峠篤司
- 小仲＝ペールワン
- 近藤博之
- ジ・ウィンガー
- 篠瀬三十七
- 清水基嗣
- 邪道
- The Bodyguard
- 磁雷矢
- 杉浦透
- スペル・ニャンキー
- SEIKI
- ゼウス
- 関本大介
- 関根龍一
- 瀬戸口直貴
- タイガースマスク
- ダイスケ
- 高橋広夢
- TAKAみちのく
- TA☆KU
- タダスケ
- 田中将斗
- タンク永井
- 塚本拓海
- ツバサ
- デーモン植田
- 道本光
- なまずマン
- 西村修
- NOSAWA論外
- 原田大輔
- 新泉浩司
- 橋本和樹
- HAYATA
- バラモン・ケイ
- バラモン・シュウ
- HANZO
- ビクトリー上海
- 日高郁人
- ヒロ・トウナイ
- 藤波辰爾
- 藤原喜明
- ブラックバファロー
- ベッチャーHOGO
- マイバッハ谷口
- 前原豊
- MAZADA
- 真霜拳號
- 丸藤正道
- 森嶋猛
- ヤス久保田
- 矢野通
- 山川竜司
- 雄馬
- YO-HEY
- 横山佳和
- 吉田和則
- レイパロマ
- RANMA

### 女子選手
- あきば栞
- 井上京子
- 大畠美咲
- 加藤園子
- 加藤悠
- 木村響子
- コマンド・ボリショイ
- Sareee
- 雫有希
- 志田光
- 下田美馬
- 下野佐和子
- 紫雷美央
- ダンプ松本
- 中川ともか
- 中島安里紗
- 成宮真希
- 野崎渚
- 浜田文子
- 春山香代子
- バンビ
- 松本都
- 水波綾
- 優華
- 里歩

## 来日外国人選手

### 男子選手
- アダム・エンジェル
- アモン・エル・ゲレーロ
- イワン・マルコフ
- インフェルノ・アスール
- ヴァンヴェールマン
- エミール・シトシ
- エル・イホ・デル・パンテーラ
- カリート
- スターバック
- スペル・クレイジー
- タイニー・アイアン
- ダニー・ドゥガン
- デイブ・フィンレー
- トミー・ドリーマー
- VENENO
- マイキー・ウィップレック
- レザーフェイス
- マイケル・コバック
- ユン・ガンチョル
- リッキー・マルビン
- レイ・メンドーサ・ジュニア

### 女子選手
- エカテリーナ・ボニー
- ジェシカ・ラブ
- セリーナ
- チカ・トルメンタ
- ティファニー
- ニッキー・ストーム
- ヘイリー・ヘイトレッド
- ラ・コマンダンテ

## 試合中継
- レスリングニュークラシック（EXスポーツ）